# Chalin (gromada)
Chalin – dawna gromada, czyli najmniejsza jednostka podziału terytorialnego Polskiej Rzeczypospolitej Ludowej w latach 1954–1972.
Gromady, z gromadzkimi radami narodowymi (GRN) jako organami władzy najniższego stopnia na wsi, funkcjonowały od reformy reorganizującej administrację wiejską przeprowadzonej jesienią 1954 do momentu ich zniesienia z dniem 1 stycznia 1973, tym samym wypierając organizację gminną w latach 1954–1972.
Gromadę Chalin z siedzibą GRN w Chalinie utworzono – jako jedną z 8759 gromad na obszarze Polski – w powiecie lipnowskim w woj. bydgoskim, na mocy uchwały nr 24/8 WRN w Bydgoszczy z dnia 5 października 1954. W skład jednostki weszły obszary dotychczasowych gromad Chalin, Kolonia Chalin i Trzcianka, ponadto wieś Ruszkowo z dotychczasowej gromady Michałkowo oraz wieś Czartowo z dotychczasowej gromady Kamienica ze zniesionej gminy Chalin w tymże powiecie. Dla gromady ustalono 20 członków gromadzkiej rady narodowej.
31 grudnia 1959 do gromady Chalin włączono wsie Michałkowo i Lenie Małe ze znoszonej gromady Lenie Wielkie w tymże powiecie.
31 grudnia 1961 do gromady Chalin włączono wsie Mokowo, Borowo, Mokówko, Kochoń i Wierzbiczka ze zniesionej gromady Mokowo w tymże powiecie.
1 stycznia 1969 z gromady Chalin wyłączono sołectwo Michałkowo o ogólnej powierzchni 540 ha, włączając je do gromady Dobrzyń n. Wisłą w tymże powiecie.
1 stycznia 1972 gromadę Chalin połączono z gromadą Dobrzyń n. Wisłą, tworząc z ich obszarów gromadę Dobrzyń n. Wisłą z siedzibą Gromadzkiej Rady Narodowej w Dobrzyniu n. Wisłą w tymże powiecie (de facto gromadę Chalin zniesiono, włączając jej obszar do gromady Dobrzyń n. Wisłą).